# Shoalwater Bay
Der Shoalwater Bay Tribe ist ein im Westen des US-Bundesstaats Washington lebender indianischer Stamm. Er gehört zur Stammesgruppe der Chinook und damit zu den Küsten-Salish. Sein 2,693 km² großes Reservat, die Shoalwater Bay Indian Reservation, hatte im Jahr 2000 genau 70 Einwohner und befindet sich westlich von Tokeland im Pacific County am Ufer der Willapa Bay. 
Die Shoalwater Bay sprechen einen Dialekt der südwestlichen Küsten-Salish, das Chinook. 

## Geschichte
Die Shoalwater Bay kamen der Legende nach in einem Kanu aus einem weit entfernten, sehr kalten Land. Wie alle Küsten-Salish führten auch die Shoalwater Bay saisonale Wanderungen in Abhängigkeit von Lachs, Wild und Vegetationszyklen durch. Diese führten dazu, dass nur im Winter feste Häuser bezogen wurden, die als Plankenhäuser bekannt sind. 
Mit ihren Kanus betrieben sie Handel im Puget Sound und bis zum Fraser River, zugleich kontrollierten sie als Teil der Chinook den Handel mit dem Binnenland. Über diesen Handel schleppten sie aber auch europäische Krankheiten ein wie zum Beispiel die Pocken.  

### US-Amerikaner, Reservat, Häuptlingsdynastie

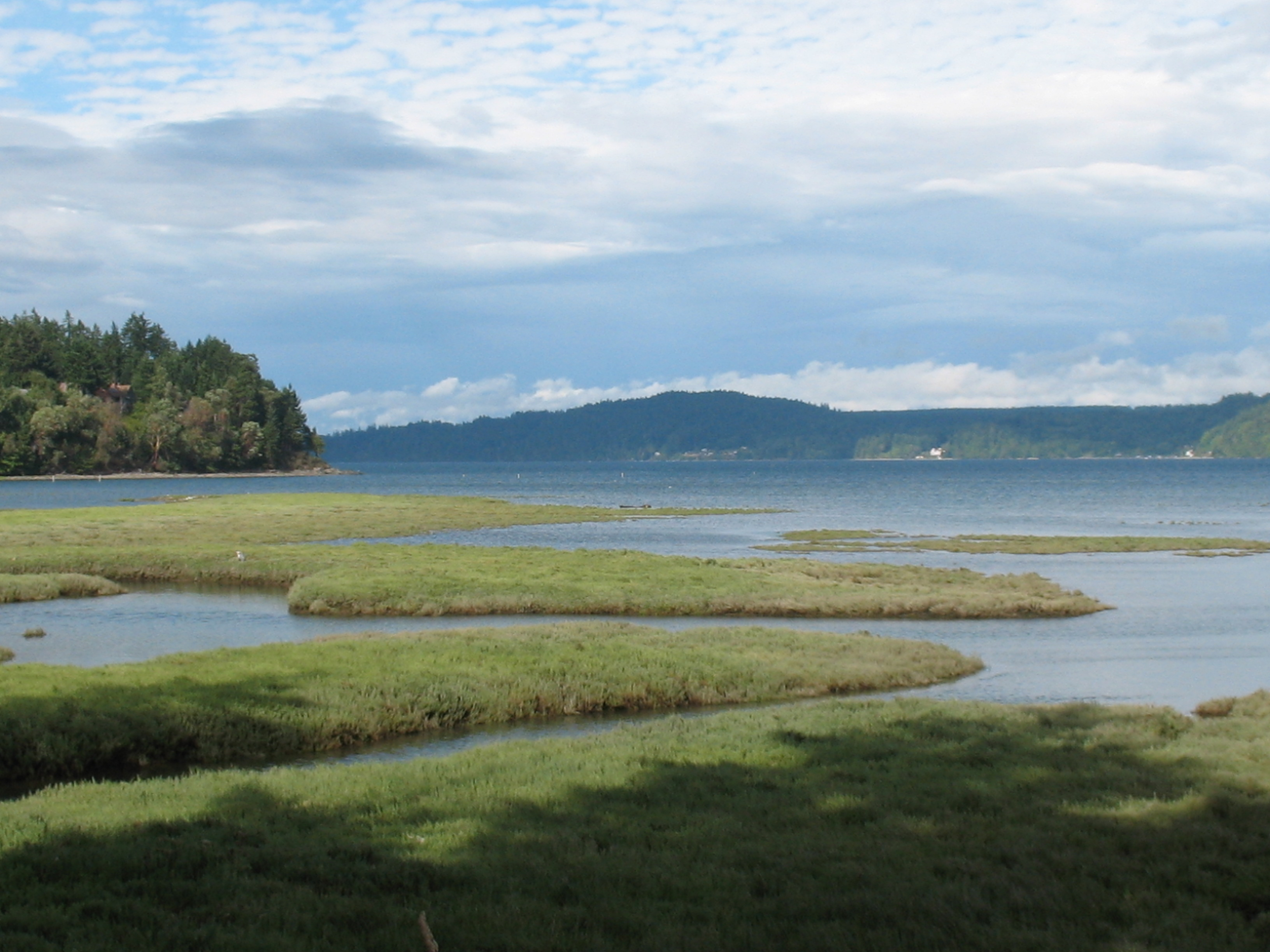
Blick über die Shoalwater-Bucht

Häuptling George A. Charley bewahrte ein Messer auf, das in seiner Erblinie seit 1792 weitergereicht worden sein soll. Dieses Messer soll einem seiner Vorfahren von dem amerikanischen Seefahrer Robert Gray überreicht worden sein.
Das Reservat (reservation) wurde durch Anweisung des Präsidenten Andrew Johnson am 22. September 1866 errichtet. Es war für 30 bis 40 Familien an der Willapa (früher Shoalwater) Bay vorgesehen. Um 1879 sprachen sie den Dialekt der Lower Chehalis, die zu den südwestlichen Küsten-Salish gehören, möglicherweise sprachen sie vor den Epidemien, in deren Folge die Lower Chehalis in ihr Gebiet einwanderten, eine athapaskische Sprache, nämlich Kwalhioqua. Einige der Bewohner der Shoalwater Reservation kamen aus dem Quinault-Reservat. Dies ist bezeichnend für die Verhältnisse in Washington, denn die nahen Verwandtschaftsverhältnisse führten dazu, dass die Stammesgrenzen äußerst unscharf waren.
Die Reservate sollten den Indianern zwar Fischen und Jagen gestatten, doch der zunehmende Siedlungsdruck zwang immer wieder Hausgruppen dazu, ihren Wohnsitz an anderen Orten zu nehmen – heute oftmals eine Hürde für die Anerkennung als Stamm, was ein Kriterium für die Kontinuität als Verband darstellt.
Da innerhalb des Reservats wenige sonstige Beschäftigungsmöglichkeiten bestanden, arbeiteten viele in Sägemühlen und Austernzuchten in der Willapa Bay.
Ihr Häuptling war Lighthouse Charley Ma-tote (oder Toke), Sohn des Häuptlings Ma-tote. Ihm folgte sein Sohn George A. Charley von 1889 bis 1935 im Amt. Er war einer der letzten Indianer im Nordwesten, dessen Kopf noch als Kind traditionell abgeflacht worden war, womit seine Abstammungslinie kenntlich gemacht wurde. Er ertrank beim Fischen im Quinault River im Alter von 70 Jahren; er wurde in Georgetown beigesetzt. Ihm folgte sein Sohn Roland. Seine Kinder Mitchell, Lizzie, Stanley, Nina und Irene überlebten ihn ebenfalls.
George A. Charley und seine Frau Caroline Matil (Matell) hatten zwölf Kinder. Sie lebten zeitweise in Taholah, dennoch hatten sie weiterhin ein Haus in der Reservation. Dort wurde ein Teil des Landes zum Friedhof umgewidmet, wobei anfangs keinerlei Markierungen aufgestellt wurden. Später wurden die Namen und die Lebensdaten registriert. Die Familie, die lange in Bay Center gelebt hatte, zog in den Zwanzigerjahren nach Georgetown.
Roland Charley und seine Frau Catherine McCloud hatten sieben Kinder:  Myrtle, Edwin (bekannt als Audy), Hazel, Thelma, Bernice, Earl und Christine. Roland folgte seinem Vater George Charley. Die 1916 in Bay Center geborene Tochter Hazel Charley McKenney zog mit der Familie ins Reservat und besuchte die Schule in Tokeland. Danach besuchte sie von 1931 bis 1936 eine Indian High School in Oregon. 1938 heiratete sie Harry Baker, in zweiter Ehe Fred McKenney. Der Häuptling wurde nun von den Reservatsbewohnern gewählt. Diese Häuptlinge waren Myrtle Charley Landry, Dennis Baker, Earl Davis und Herbert Whitish.

### Anerkennung und Landrechte

Tokeland in Washington

Der Stamm lehnte den Indian Reorganization Act von 1934 ab, übernahm aber eine Verfassung. Er wurde am 22. Mai 1971 als Stamm anerkannt. Kurz darauf fand die Wahl eines Shoalwater-Bay-Stammesrats statt. 1984 akzeptierten sie eine Million Dollar für den Verzicht auf 8 Acre Landbesitz in Tokeland, Land, das 1872 einem Privatbesitzer zuerkannt worden war.

## Aktuelle Situation
Seit 1992 beklagen die Shoalwater Bay eine erschreckende Zahl von Fehlgeburten und der 200-Seelen-Stamm fürchtet um seine Zukunft. Zwischen 1988 und 1992 endeten zehn von neunzehn Schwangerschaften mit einer Fehlgeburt und diese Zahl stieg noch an. Im Jahr 2000 lag die Fehlgeburtsrate bei 50 von 67 einschließlich Totgeburten, Molenschwangerschaften oder Babys, die vor Erreichen des ersten Lebensjahres gestorben sind. Seit 1997 hat nur eine von 16 schwangeren Frauen ein gesundes Baby geboren.
Die Ursachen sind unbekannt. Erstmals befassten sich Regierungsstellen 1994 mit dem Fall und unterstützten den Stamm durch die Einrichtung einer Klinik. Zusätzlich testete die EPA (Environmental Protection Agency – Umweltschutz-Agentur) den Boden in der Nähe der Reservation und fand einen hohen Anteil an Pestiziden, doch sie konnte die Umweltgifte nicht als Ursache der Fehlgeburten nachweisen.
Jahre später bestätigte das CDC (Center for Disease Control – Zentrum für Krankheitskontrolle) die hohe Fehlgeburtsrate in der Shoalwater-Reservation und vermutet zudem eine Gefahr für die benachbarten Weißen. 
Der Vorsitzende des Stammes, Herbert „Ike“ Whitish, bat den Kongress im April 2000, ihm 600.000 Dollar Unterstützung zu bewilligen. Der Stamm entschied, selbst vorbeugende Maßnahmen zu ergreifen. 
Heute betreibt der Stamm das Shoalwater Bay Bingo and Casino.
Nach wie vor besuchen die Kinder der Shoalwater Bay die Schule in Ocosta, außerhalb des Reservats.